# Mevrouw Dally heeft een minnaar
Mevrouw Dally heeft een minnaar is een hoorspel naar het toneelstuk Mrs. Dally Has a Lover (1963) van William Hanley. De Sender Freies Berlin zond het op 22 mei 1964 als hoorspel uit onder de titel Mrs. Dally hat einen Liebsten. Arie van Nierop vertaalde het (een vertaling die ook gebruikt werk voor de film die Andries Poppe er in 1973 van maakte met Yvonne Lex in de hoofdrol) en de VARA zond het uit op zaterdag 4 november 1967 (met herhalingen op zaterdag 11 mei 1968 en  zaterdag 29 januari 1972). Johan de Meester was de regisseur. Het hoorspel duurde 48 minuten.

## Rolbezetting
- Henny Orri (mevrouw Dally)
- Rudolf Lucieer (Frankie)

## Inhoud
Evelyn Dally is achtendertig en getrouwd met een man van wie ze niet langer houdt. Nu is ze verliefd op Frankie, een achttienjarige jongen die een verdieping hoger woont. Ze weet dat die liefde geen lang leven beschoren is. De jongen is aanhankelijk maar terughoudend; haar pogingen om in onvruchtbare grond romantiek te zaaien en schoonheid te oogsten hebben grotere dimensies. Op een bepaalde namiddag vertelt ze over de dood van haar enige kind, leest een liefdesgedicht van Donne voor, speelt trombone (wat ze ooit professioneel deed) en mixt daarbij bekwaam en gevoelig drama en komedie…